# Álvaro Trueba
Álvaro Trueba Diego (Santander, Cantabria, 10 de enero de 1993) es un ciclista profesional español.

## Palmarés
- Todavía no ha conseguido ninguna victoria como profesional.